# Данкансвил (Пенсилванија)
Данкансвил (енгл. Duncansville) град је у америчкој савезној држави Пенсилванија.

## Демографија
По попису из 2010. године број становника је 1.233, што је 5 (-0,4%) становника мање него 2000. године.
| Група             | 2000.         | 2010.         |
| Белци             | 1.217 (98,3%) | 1.202 (97,5%) |
| Афроамериканци    | 6 (0,5%)      | 3 (0,2%)      |
| Азијати           | 1 (0,1%)      | 12 (1,0%)     |
| Хиспаноамериканци | 6 (0,5%)      | 5 (0,4%)      |
| Укупно            | 1.238         | 1.233         |